# Кавказский фронт Гражданской войны
Кавказский фронт — оперативно-стратегическое объединение войск РККА во время Гражданской войны. Создан постановлением РВСР от 16 января 1920 г. в результате переименования Юго-Восточного фронта. Имел задачу завершить ликвидацию северо-кавказской группировки войск Деникина и освободить Кавказ. Штаб фронта располагался в Миллерово, а затем в Ростове на Дону.

## Состав
В состав фронта входили:
- 8-я армия (16 янв.— 20 марта 1920 г.),
- 9-я армия (16 янв. 1920 — 29 мая 1921 г.),
- 10-я Терская армия (16 янв.— 4 июля 1920 г.),
- 10-я Терско-Дагестанская армия (7 марта — 29 мая 1921 г.),
- 11-я армия (16 янв. 1920—29 мая 1921 г.),
- 1-я Конная армия (16 янв.— 18 марта 1920 г.),
- Запасная Армия (сентябрь — декабрь 1920),
- Морская экспедиционная дивизия (авг.— сент., нояб.— дек. 1920 г.),
- Екатеринодарский и Ейский укреплённые районы;
- 2-й авиационный парк
- в оперативном отношении фронту подчинялся Кавказский сектор береговой обороны Чёрного и Азовского морей;
- в составе фронта образовывались Терская (окт.— нояб. 1920 г.) и Терско-Дагестанская (янв.— март 1921 г.) группы войск.

## Боевые действия
Войска Кавказского фронта в январе — феврале 1920 года провели Доно-Манычскую операцию; в ходе 2-го и 3-го этапов Северо-Кавказской операции нанесли поражение войскам Деникина и заняли Северный Кавказ, захватив свыше 100 тысяч пленных, 330 орудий, свыше 500 пулемётов и др.
В августе — сентябре войска Кавказского фронта ликвидировали белогвардейский Улагаевский десант 1920 года на Кубани; в 1920—1921 годах, в ходе Бакинской, Тифлисской, Кутаисской, Батумской и Эриванской операций Кавказского фронта в Закавказье была установлена Советская власть.
29 мая 1921 года фронт ликвидирован, его войска и учреждения переданы в состав Отдельной Кавказской армии и Северо-Кавказского Военного округа.

## Командный состав
Командующие:
- В. И. Шорин (16 — 24 января 1920 года)
- Ф. М. Афанасьев (временно исполняющий должность, 24 января — 3 февраля 1920 года)
- М. Н. Тухачевский (4 февраля — 24 апр. 1920 года)
- И. Т. Смилга (врид, 24 апреля — 15 мая 1920 года)
- В. М. Гиттис (15 мая 1920 — 29 мая 1921 года)

Члены РВС:
- В. А. Трифонов (16 января 1920 — 29 мая 1921 года)
- И. Т. Смилга (16 января — 21 мая 1920 года, 26 января — 29 мая 1921 года)
- С. И. Гусев (16 января — 29 августа 1920 года)
- Г. К. Орджоникидзе (3 февраля 1920 — 29 мая 1921 года)
- С. Д. Марков (22 июня 1920 — 29 мая 1921 года)
- А. П. Розенгольц (23 августа — 5 сентября 1920 года)

Начальники штаба
- Ф. М. Афанасьев (16 января — 23 февраля 1920 года)
- В. В. Любимов (23 февраля — 6 марта 1920 года)
- С. А. Пугачёв (7 марта 1920 — 29 мая 1921 года)

Начальник особого отдела ВЧК:
- С. С. Лобов
- К. И. Ландер (апрель — сентябрь 1920 года)
- И. П. Бакаев